# Carmópolis de Minas
Carmópolis de Minas est une municipalité brésilienne de l'État du Minas Gerais et la microrégion d'Oliveira.